# Olga Kardopolcewa
Olga Kardopolcewa (ros. Ольга Витальевна Кардопольцева; ur. 11 września 1966 w Ałma-Acie) – białoruska lekkoatletka specjalizująca się w chodzie sportowym, uczestniczka letnich igrzysk olimpijskich w Atlancie (1996). W czasie swojej kariery reprezentowała również Związek Socjalistycznych Republik Radzieckich i Wspólnotę Niepodległych Państw.

## Sukcesy sportowe
- mistrzyni Białorusi w chodzie na 20 kilometrów – 1995[1]
- halowa mistrzyni Związku Radzieckiego w chodzie na 3000 metrów – 1991[2]

| Rok  | Miasto    | Zawody                    | Konkurencja    | Wynik         |
| ---- | --------- | ------------------------- | -------------- | ------------- |
| 1990 | Split     | Mistrzostwa Europy        | chód na 10 km  | srebrny medal |
| 1991 | Sewilla   | Halowe mistrzostwa świata | chód na 3000 m | 4. miejsce    |
| 1996 | Atlanta   | Igrzyska olimpijskie      | chód na 10 km  | 6. miejsce    |
| 1997 | Ateny     | Mistrzostwa świata        | chód na 10 km  | srebrny medal |
| 1998 | Budapeszt | Mistrzostwa Europy        | chód na 10 km  | 8. miejsce    |

## Rekordy życiowe
- chód na 3000 metrów (hala) – 12:07,70 – Sewilla 09/03/1991
- chód na 5000 metrów – 20:40,6 – Ałuszta 05/05/1990
- chód na 3 kilometry – 12:17 – Hildesheim 13/09/1998
- chód na 5 kilometrów – 20:37 – L’Hospitalet 21/04/1991
- chód na 10 kilometrów – 42:29 – Eisenhüttenstadt 10/05/1997
- chód na 20 kilometrów – 1:28:51 – Brześć 04/06/1999